# Paul Weigold
Paul Weigold (* 3. April 1966 in Schwäbisch Gmünd) ist ein Hochschullehrer, Dirigent und Sängercoach.

## Künstlerischer Werdegang
Weigold studierte zunächst Fagott bei Klaus Thunemann und anschließend Dirigieren bei Lutz Köhler an der Hochschule für Musik, Theater und Medien Hannover sowie bei Wolf-Dieter Hauschild. 1991 folgte das erste Engagement am Stadttheater Würzburg, wo er sich ein breites Repertoire als Korrepetitor und Dirigent erarbeitete. 1994 wechselte er an die Hamburgische Staatsoper.
1997 folgte ein Engagement als Studienleiter und Dirigent an die Wiener Kammeroper, ab 1999 war er dort als Künstlerischer Leiter für zahlreiche Neuproduktionen und Konzerte verantwortlich. 2001 wurde Weigold als Studienleiter an die Wiener Staatsoper berufen. Diese Position hatte er bis 2005 inne. An der Wiener Staatsoper dirigierte er unter anderem die Wiederaufnahme von Tschaikowskys Ballett Dornröschen.
Von 2002 bis 2004 war er bei den Salzburger Festspielen tätig und studierte mehrere Produktionen für Valery Gergiev ein. Weitere Stationen als Dirigent waren die Opéra Bastille in Paris, das Teatro Regio di Torino sowie die Komische Oper Berlin und die Wiener Volksoper. Für die Japantournee der Wiener Staatsoper 2012 wurde Weigold ebenso engagiert wie für den Opernball 2013. Am Teatro Real Madrid debütierte er mit Wagners Parsifal.
Zahlreiche Gastengagements als Dirigent sinfonischer Werke führten ihn unter anderem zum Spanischen Nationalorchester, den Moskauer Philharmonikern, dem Orquesta Sinfónica de Castilla y León, der Slowakischen und Mazedonischen Philharmonie sowie nach Finnland, Lettland und Ungarn. Großen Einfluss auf sein Wirken hat die langjährige Zusammenarbeit mit Semyon Bychkov bei CD-Aufnahmen mit dem  WDR Sinfonieorchester, an der Wiener Staatsoper, dem Teatro Real Madrid und dem BBC Symphony Orchestra London.

## Lehrtätigkeit
Seit 2006 ist Weigold Professor an der Hochschule für Musik, Theater und Medien Hannover und leitet den Fachbereich Gesang/Oper. Daneben war er über mehrere Jahre als Gastdozent an der Universität der Künste Berlin tätig. Masterclasses führten ihn nach Montepulciano, an die Yonsei University sowie an die Korea National University of Arts nach Seoul, an das Shanghai Opera Center und an das Yong Siew Toh Conservatory of Music nach Singapur. Seit 2017 ist er Gastprofessor an der Hanyang University in Seoul.